# ماهی شاخ‌گل

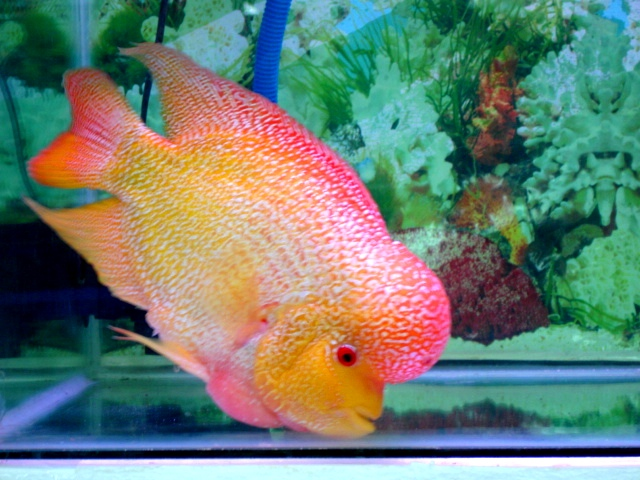
فلاورهورن با زمینه طلایی رنگ

ماهی شاخ‌گل که بیشتر با نام فلاورهورن شناخته می‌شود، از انواع ماهی‌های زینتی آب شیرین که در سال ۱۹۹۳ در مالزی پرورش یافته‌است. این گونه یک ماهی هیبرید است که در طبیعت وجود ندارد. برخی عقیده دارند این ماهی بر اثر جهش‌های ژنتیکی به وجود آمده‌است در صورتی که برخی عقیده دارند این ماهی بر اثر انتخاب‌های هوشمندانه بشر از بین چند سیکلید به وجود آمده‌است. فلاورهورن از دسته ماهی‌های گوشت‌خوار و جنگجو می‌باشد که در بیش‌تر موارد باید به تنهایی در یک آکواریوم نگهداری شود. رشد سریعی دارد و برای برجسته‌شدن سر و قرمزشدن رنگ بدن آن می‌توان از غذاهای مخصوص که در بازار موجود است استفاده نمود.
این ماهی بسیار خشن بوده و قلمروطلبی می کند. توده برجسته ای که بر روی سر این ماهی وجود دارد در واقع توده چربی است.
این ماهی نژاد های مختلفی داشته و هر نژاد ویژگی های منحصر به فرد خود از جمله رنگ، هد سر، باله های بالا و پایین و ... دارد.
 نگهداری :مثل تمام سیکلیدها، فضای بزرگ برای شنا و مخفیگاه را در آکواریوم دوست دارند ولی با گیاه طبیعی جور نیستند و شن کف را هم بهم می‌ریزند فلاورها معمولاً عادت دارند برای خودشان یک مکان یا چند نقطه در آکواریوم را انتخاب کرده و آن را گود کنند. دمای مناسب حال آن‌ها ۲۴ الی ۲۸ درجه می‌باشد البته دماهای بیشتر یا کمتر را نیز تحمل می‌کنند.
 تغذیه : برای تغذیه آن‌ها می‌توان از پروتپین‌های خالص استفاده شود. برای هر چه زیباتر شدن رنگ فلاورها می‌توانید آن‌ها را با غذاهای زنده و کاهو و اسفناج تغذیه کنید که رنگ ماهی شما را زیباتر می‌کند همچنین می‌توانید از غذاهای رنگدانه‌ای یا هورمونی که برای رنگ دهی به بدن ماهی‌ها مخصوصاً فلاور ساخته شده استفاده کنید.